# Neues Schloss Worb

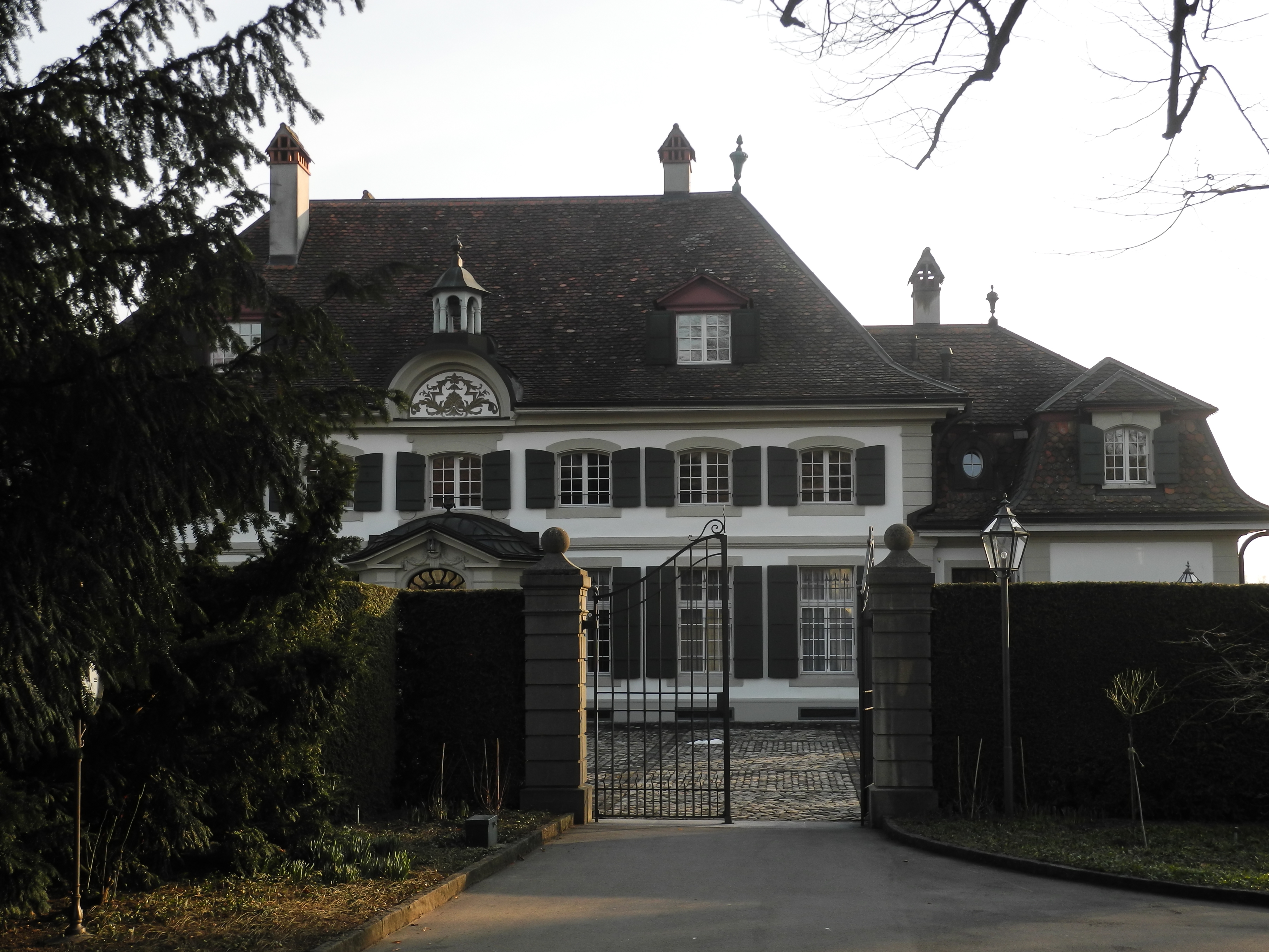
Neuschloss Worb, Eingangstor

Das Neue Schloss Worb ist ein neubarocker Landsitz aus dem 18. Jahrhundert in Worb im Kanton Bern in der Schweiz.

## Geschichte
1734–1737 wurde das wahrscheinlich vom bernischen Architekten Albrecht Stürler entworfene Schloss mit herrschaftlichem Garten von Franz Ludwig von Graffenried erbaut. Dieses wurde 1792 vom Thuner Schultheiss Johann Rudolf von Sinner gekauft. Zwischen 1831 und 1916 wurden durch mehrere neue Besitzer grössere Umbauten durchgeführt. 1985 wurde es von Charles von Graffenried erworben und umfassend renoviert.